# Aselliscus stoliczkanus
Aselliscus stoliczkanus — вид кажанів родини Hipposideridae.

## Середовище проживання
Країни проживання: Китай, Лаос, Малайзія, М'янма, Таїланд, В'єтнам. Зустрічається у вапнякових районах і лаштує сідала в печерах. Вид не залежить від первинного середовища проживання і може вижити в постраждалих районах, і поширюється на сільськогосподарські зони та поділяє сідала з іншими видами.

## Поведінка
Репродуктивно активних самиць знаходили в травні і червні в Лаосі та В'єтнамі.

## Загрози та охорона
Вид чутливий до порушень печер туризмом, а також руйнування печер через видобуток вапняку. Вид мешкає у ряді природоохоронних територій.